# Gian Francesco Malipiero
Gian Francesco Malipiero (Velence, 1882. március 18. – Treviso, 1973. augusztus 1.) olasz zeneszerző, zenepedagógus, zeneműkiadó.

## Életpályája

### Fiatal évei
Gian Francesco Malipiero Velencében született, arisztokrata családba, Francesco Malipiero operakomponista unokájaként. Családi problémák gátolták kiegyensúlyozott zenei neveltetését. Apja ugyanis 1893-ban elvált édesanyjától, és magával vitte fiát Triesztbe, Berlinbe, végül Bécsbe. Az ifjú Malipiero kapcsolata édesapjával keserű véget ért, így a fiú 1899-ben visszatért édesanyjához Velencébe, ahol beiratkozott a Zenei Líceumba (Liceo Musicale).
Eleinte Marco Enrico Bossi zeneszerző, orgonista és zenepedagógus tanította ellenpontra, de Malipiero ezt abbahagyta, és saját módszert választott a tanulmányainak folytatására: olyan szerzők zeneműveit másolta, mint Claudio Monteverdi és Girolamo Frescobaldi. a Biblioteca Marciana könyvtár gyűjteményéből. Ezzel kezdődött életre szóló elkötelezettsége annak a kornak az olasz muzsikája iránt. 1904-ben Bolognába ment, és felkereste Bossit, hogy a bolognai Liceo Musicale falai között folytassa a tanulmányait. A diploma megszerzése után a 46 éves korára megvakult zeneszerző, Antonio Smareglia asszisztense lett.

### Zenei pályája
1905-ben visszatért Velencébe, de 1906 és 1909 között gyakran utazott Berlinbe, hogy Max Bruch előadásain vegyen részt. 1913-ban Párizsba költözött, ahol megismerkedett Ravel, Debussy, de Falla, Schönberg és  Alban Berg műveivel. A legfontosabb viszont az volt, hogy részt vett Sztravinszkij Le Sacre du Printemps (Tavaszi áldozat) című művének premierjén, nem sokkal azután, hogy találkozott  Alfredo Casellával és Gabriele D’Annunzióval. Úgy jellemezte az élményeit, mintha  „egy hosszú, veszélyes letargiából" ébredt volna fel. Ezután csaknem minden korábbi kompozícióját megtagadta, kivéve az Impressioni dal vero (Impressziók az igazságról, 1910-11). Abban az időben négy zeneszerzői díjat is nyert a római Santa Cecilia Akadémián (Accademia Nazionale di Santa Cecilia), miután öt művet adott be, öt különböző álnéven.
1917-ben a caporettói csatában elszenvedett olasz vereség után el kellett menekülnie Velencéből és Rómában telepedett le.
1923-ban Alfredo Casellával és Gabriele D’Annunzióval megalakították az Új Zenei Társaság-ot (Corporazione delle Nuove Musiche). Malipiero jó kapcsolatban állt Benito Mussolinivel, egészen addig, míg meg nem zenésítette  Pirandello librettóját (La favola del figlio cambiato – Az elcserélt gyermek meséje), mellyel kiváltotta a fasiszták elmarasztalását. A komponista következő operáját Mussolininek ajánlotta, de ez nem javított a helyzetén.
1921 és 1924 között zeneszerzést tanított a parmai konzervatóriumban. 1932-ben a velencei zeneművészeti főiskola, a Conservatorio di Musica Benedetto Marcello di Venezia zeneszerzés professzorává nevezték ki, 1939 és 1952 között pedig ő volt a tanszak vezetője. Mások mellett az ő tanítványa volt Luigi Nono és saját unokatestvére, Riccardo Mailipiero is.
Miután 1923-ban végleg letelepedett Asolo kisvárosban, kiadói tevékenységbe fogott, aminek legismertebb eredménye  Claudio Monteverdi műveinek összkiadása 1926 és 1942 között, illetve Vivaldi összes instrumentális művének megjelentetése, az Istituto Italiano Antonio Vivaldi (Olasz Antonio Vivaldi Intézet) kebelében. Könyvet írt a zenekarról, a színházról, Sztravinszkijról, és közreadta emlékiratait is.

## Művészete
Malipiero vegyes érzelmeket táplált az osztrák-német komponisták által uralt zenei hagyományokkal szemben, ehelyett inkább a 19. század előtti olasz zene újrafelfedezésére összpontosított.
Zenekari művei között tizenhét kompozíció van, amelyeket szimfóniának nevezett, de közülük csak tizenegy visel sorszámot. Az elsőt 1933-ban írta, túl az ötvenedik életévén. Ezek előtt Malipiero sok fontos zenekari darabot szerzett, de csaknem teljesen elkerülte a szimfónia megjelölést, melynek oka az osztrák-német szimfonikus tradíciók elutasítása volt. Mindössze három kivételt tett, ezek: a Sinfonia degli eroi (Hősi szimfónia, 1905), a Sinfonia del mare (A tenger szimfóniája, 1906) és a Sinfonie del silenzio e della morte (A csend és a halál szimfóniája, 1909–1910). Ezekben a korai alkotásokban azonban a szimfónia megjelölést nem beethoveni vagy brahmsi jelentésében kell értelmeznünk, sokkal inkább szimfonikus költeményként.
Amikor az 1950-es évek közepén felkérték a brit enciklopédia, a The World of Music szerkesztői, Malipiero a következő darabokat sorolta fel, mint legfontosabb műveit:
- Pause del Silenzio  (Szünetek a csendben)
- Rispetti e Strambotti,[6] (Rispettók és strambottók, vonósnégyes, 1920)
- L'Orfeide (Orpheusz, opera, 1918-1922. Bemutató: 1924)
- La Passione, (A Passió, misztériumjáték, 1935)
- továbbá az 1933-tól 1955-ig (az enciklopédia szerkesztéséig) már létező kilenc szimfónia

Az Impressioni dal vero című zenekari darabját tekintette legkorábbi, maradandó jelentőségű művének.

## Felfogása a zenéről, stílusa
Malipiero igen kritikus volt a szonátaformával és általában a szokásos, tematikus kifejtésen alapuló komponálással kapcsolatban. Ezt mondta:

„Tény, hogy elutasítottam a témák kifejtésének könnyű játékát., mivel torkig voltam vele és halálra untatott. Találsz egy témát, megforgatod, szétdarabolod, aztán felfújod: nem nehéz így összerakni egy szimfónia (vagy szonáta) első tételét, hogy az élvezetes legyen a műkedvelőknek, de ugyanúgy kielégítse a hozzáértők érzéketlenségét is.”

Malipiero zenei nyelvezetét extrém formai szabadság jellemzi: mindig is elutasította a zenei variáció akadémikus alapelvét, előtérbe helyezve egy anarchikusabb melodikus kifejezésmódot, és kerülve a programzene leíró jellegét. Az 1950-es évek első feléig a diatonikus szerkesztésmód híve volt, kötődött a 19. század előtti olasz hangszeres muzsikához és a gregoriánhoz. Azután lassan egyre baljósabb és feszültebb tartományokba jutott el, ami a totális kromatika közelébe sodorta. Nem hagyott fel korábbi stílusával, hanem újjáalkotta azt. Utolsó műveiben felfedezhetjük tanítványai, Luigi Nono és Bruno Maderna hatását.
Kompozíciói szabad, nem tematikus szakaszokon alapulnak – ugyanolyan mértékben, mint az a tematikus szerkesztést jellemzi – és ritkán fejeződnek be ugyanabban a hangnemben, mint amelyikben elkezdődtek.
Amikor Malipiero a szimfónia műfajához nyúlt, azt nem az úgynevezett poszt-beethoveni értelemben tette, ezért a róla szóló írások szerzői inkább nevezik e műveit sinfoniának (a szimfónia olasz terminusa), ezzel is hangsúlyozva Malipiero alapvetően olasz, anti-germán megközelítését. Így fogalmazott:

„Az olasz szimfónia: szabad vers több részben, amelyek szeszélyesen következnek egymás után, olyan misztikus törvényeknek engedelmeskedve, amelyeket csupán az ösztöneink ismerhetnek fel.”

Ahogy Ernest Ansermet egyszer elmondta: „ezek a szimfóniák nem tematikusak, hanem motívikusak: azaz Malipiero dallam-motívumokat használ, mint bárki más [...] azok aztán más motívumokat generálnak, majd újra felbukkannak, de nem ők »hordozzák« a zenei társalgást, hanem az »hordozza« őket”.
Művészi elkülönültsége ellenére olyan jelentős 20. századi zeneszerzőkkel volt kapcsolatban, mint Igor Stravinsky, Ernest Bloch, Luciano Berio és Luigi Dallapiccola (aki a legnagyobb zenei géniusznak tartotta Giuseppe Verdi halála óta). Bár nem volt iskolaalapító a zeneszerzésben, mély és összetéveszthetetlen nyomot hagyott az olasz zenei kultúrában.

## Utóélete
Az utóbbi időkben Malipiero zongorára írt művei, beleértve a versenyműveit is, reneszánszukat élik a neves olasz zongoraművész, Sandro Ivo Bartoli előadásában.

## Főbb művei

### Zenekari művek

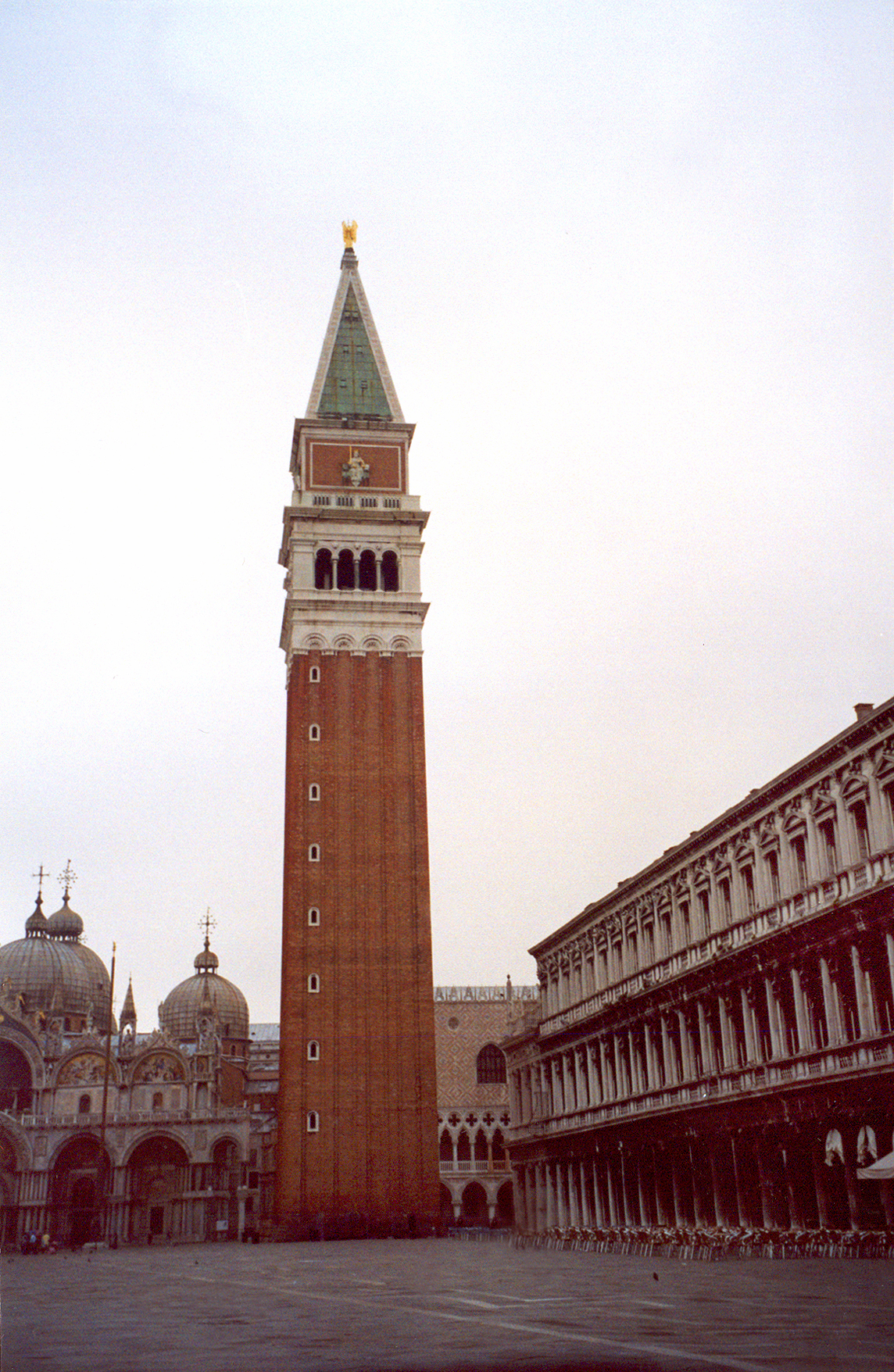
A velencei Szent Márk-székesegyház harangtornya: harangjainak zengése inspirálta a 3. szimfónia megírására Malipierót

- Sinfonia del mare (A tenger szimfóniája, 1906)
- Sinfonie del silenzio e della morte (A csend és a halál szimfóniája, 1908)
- Impressioni dal vero prima parte (Impressziók az igazságról, első rész, 1910)
- Impressioni dal vero seconda parte (Impressziók az igazságról, második rész, 1915)
- Pause del Silenzio I. (Szünetek a csendben I.,[8] 1917)
- Cimarosiana, cinque frammenti sinfonici da pezzi pianistici di Domenico Cimarosa (Cimarosiana, öt szimfonikus töredék Cimarosa zongoradarabjai alapján, 1921)
- Impressioni dal vero terza parte (Impressziók az igazságról, harmadik rész, 1922)
- Pause del Silenzio II. (Szünetek a csendben, 1924-25)
- Concerti (Concertók, 1931)
- Concerto n. 1 per pianoforte e orchestra (1. zongoraverseny, 1931)
- Inni (Himnuszok, 1932)
- Sette Invenzioni concepite originariamente come colonna sonora per il film Acciaio di Walter Ruttmann (Hét invenció, eredetileg Walter Ruttmann Acciaio (Acél) című filmjéhez tervezett filmzene, 1933)
- Concerto n.1 per violino e orchestra (1. hegedűverseny, 1932)
- Sinfonia n. 1 "In quattro tempi, come le quattro stagioni" (1. szimfónia, „Négy tételben, mint a négy évszak”, 1933)
- Sinfonia n. 2 "Elegiaca" (2. „Elégikus” szimfónia, 1936)
- Concerto per violoncello e orchestra (Csellóverseny, 1937)
- Concerto n.2 per pianoforte e orchestra (2. zongoraverseny, 1937)
- Concerto a tre per violino, violoncello, pianoforte e orchestra (Hármasverseny hegedűre, csellóra, zongorára és zenekarra, 1938)
- Sinfonia n. 3 "Delle campane" (3. szimfónia – A harangok szimfóniája, 1945)
- Sinfonia n. 4 "In memoriam" (4. „In memoriam” szimfónia, 1946)
- Sinfonia n. 5 "Concertante in eco" (5. „Visszhang” szimfónia, 1947)
- Sinfonia n. 6 "Degli archi" (6., „Vonós” szimfónia, 1947)
- Sinfonia n. 7 "Delle canzoni" (7. szimfónia – A dalok szimfóniája, 1948)
- Concerto n. 3 per pianoforte e orchestra (3. zongoraverseny, 1948)
- Concerto n. 4 per pianoforte e orchestra (4. zongoraverseny, 1950)
- Sinfonia in un tempo (1950)
- Sinfonia dello Zodiaco "Quattro partite: dalla primavera all'inverno" (Zodiákus szimfónia, „Négy partita tavasztól a télig”,[9] 1951)
- Vivaldiana (Vivaldiana, 1952)
- Passacaglie (Passacaglia, 1952)
- Fantasie di ogni giorno (Mindennapi fantáziák, 1953)
- Elegia capriccio (Elégia capriccio, 1953)
- Fantasie concertanti (1954)
- Notturno di canti e balli (Dalos, táncos noktürn, 1957)
- Concerto n. 5 per pianoforte e orchestra (5. zongoraverseny. 1958)
- Sinfonia per Antigenida (Szimfónia Antigenidához,[10] 1962)
- Concerto n. 2 per violino e orchestra (2. hegedűverseny, 1963)
- Sinfonia n. 8  "Symphonia brevis" (8. szimfónia – „Rövid szimfónia”, 1964)
- Concerto n. 6 per pianoforte e orchestra (6. zongoraverseny, 1964)
- Sinfonia n. 9 "Dell'Ahimè" (9. „Jaj!” szimfónia,[11] 1966)
- Sinfonia n. 10 "Atropo" (10. „Atroposz” szimfónia,[12] 1967)
- Concerto per flauto e orchestra (Fuvolaverseny, 1968)
- Sinfonia n. 11 "Delle cornamuse" (11. „Duda” szimfónia, 1969)
- Gabrieliana (Gabrieliana, 1971)
- Omaggio a Belmonte (Hódolat Belmonte előtt, Arnold Schönbergnek szóló ajánlással, 1971)

### Operák
- L'Orfeide (Orpheusz-trilógia, 1919-1922, Bemutató: Düsseldorf, 1925) három részben:
  - I "La morte delle maschere" (Az álarcosok halála),
  - II "Sette canzoni" (Hét ének),
  - III "Orfeo" (Orpheusz – a 8. ének)
- Tre commedie goldoniane (Három Goldoni-komédia, 1920-1922. Bemutató: Darmstadt, 1926) :
  - I "La bottega da caffè" (A kávéház)
  - II "Sior Todero Brontolon" (Todero Brontolon úr)
  - III "Le baruffe Chiozzotte" (Chioggiai csetepaté)
- Filomela e l'infatuato (Filoméla és a rajongók, 1925. Bemutató: Prága, 1928)
- Torneo Notturno (Éjszakai bajvívás, 1931. Bemutató: München, 1931)
- La favola del figlio cambiato (Az elcserélt gyermek meséje, Luigi Pirandello librettójára, 1933)
- Giulio Cesare (da Shakespeare) (Julius Caesar, Shakespeare drámája alapján, 1935, Bemutató: Genova, 1936)
- Antonio e Cleopatra (da Shakespeare) (Antonius és Kleopátra, 1937. Bemutató: Firenze, 1938)
- I capricci di Callot (da E.T.A. Hoffmann) (Callot hóbortjai, E. T. A. Hoffmann nyomán,[13] 1942. Bemutató: Róma, 1942)
- L'allegra brigata - dramma lirico in 3 atti e 6 novelle, libretto del compositore (A vidám kompánia, verses dráma 3 felvonásban és 6 képben, a szerző librettójára, 1943. Bemutató: Milánó, 1950)

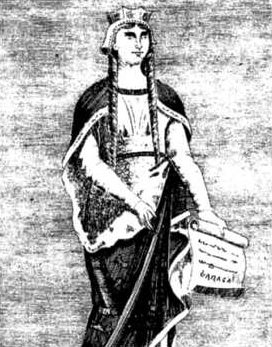
Donna Urraca (Urraca de Zamora), 19. századi romanticizáló ábrázolásban

- Mondi celesti ed infernali (Mennyei és pokoli világok, 1949. Bemutató: Velence, 1961)
- Il figliuol prodigo (A tékozló fiú, dráma 5 képben, 1952. Bemutató: Firenze, 1957)
- Donna Urraca, atto unico (Donna Urraca,[14] egyfelvonásos, 1954)
- Venere prigioniera (A bebörtönzött Vénusz, zenés komédia 2 felvonásban, egy közjátékkal, 5 képben, 1955. Bemutató: Firenze, 1957)
- Il marescalco (Az istállómester, 1960. Bemutató: Treviso, 1969)
- Don Giovanni (Don Giovanni, 1963. Bemutató: Nápoly, 1963)
- Rappresentazione e festa di Carnasciale e della Quaresima (Karneváli és nagyböjti forgatag, opera-balett, 1961. Bemutató: Velence, 1970)
- Le metamorfosi di Bonaventura (Bonaventura[15] átváltozása, Velence, 1966)
- Don Tartufo bacchettone (A képmutató Tartuffe, 1966. Bemutató: Velence, 1970)
- Iscariota (Júdás, 1971)

### Kamaraművek
- Sonata per violoncello e pianoforte (Hegedű-zongora szonáta, 1907-1908)
- Armenia per pianoforte e violino (Örményország, zongorára és hegedűre, 1918)
- Canto della Lontananza per violino e pianoforte (A messzeség dala,[16] hegedűre és zongorára, 1919)
- Quartetto per archi n.1 "Rispetti e strambotti" (1. vonósnégyes „Rispettók és strambottók”,[17] 1920)
- Quartetto per archi n.2 "Stornelli e ballate" (2. vonósnégyes „Stornelli e ballate”,[18] 1923)
- Ricercari per undici istrumenti (Ricercarok 11 hangszerre, 1925)
- Sonata a tre per violino, violoncello e pianoforte (Triószonáta hegedűre, csellóra és zongorára, 1927)
- Quartetto per archi n.3 "Cantari alla madrigalesca" (3. vonósnégyes „Cantari alla madrigalesca”, 1931)
- Epodi e giambi per violino, oboe, viola e fagotto (Epodusok[19] és jambusok hegedűre, oboára, brácsára és fagottra, 1932)
- Canto notturno per violino e pianoforte (Éjszakai dal hegedűre és zongorára, 1932)
- Quartetto per archi n.4 (4. vonósnégyes 1934)
- Sonata a cinque per flauto, arpa, viola, violino e violoncello (Kvintett-szonáta fuvolára, hárfára, hegedűre, brácsára és csellóra, 1934)
- Quartetto per archi n.5 "dei capricci" (5. vonósnégyes, capricciók, 1941-1950)
- Sonatina per violoncello e pianoforte (Szonatina csellóra és zongorára, 1942)
- Quartetto per archi n.6 "l'Arca di Noé" (6. vonósnégyes „Noé bárkája”, 1947)
- Quartetto per archi n.7 (7. vonósnégyes, 1950)
- Sonata a quattro per flauto, oboe, clarinetto e fagotto (Kvartett-szonáta, fuvolára, oboára, klarinétra és fagottra, 1954)
- Serenata mattutina per 10 strumenti (Hajnali szerenád 10 hangszerre, 1959)
- Serenata per fagotto e 10 strumenti (Szerenád fagottra és 10 hangszerre, 1961)
- Macchine per 14 strumenti (Gépek, 14 hangszerre, 1963)
- Quartetto per archi n.8 "per Elisabetta" (8. vonósnégyes „Elisabettának”, 1964)
- Endecatode per 14 strumenti e percussione (Endecatode 14 hangszerre és ütősökre, 1966)

### Vokális művek
- Sonetti delle Fate, su testo di Gabriele d’Annunzio (A végzet szonettjei, Gabriele D’Annunzio szövegére, 1909)
- Tre poesie di Angelo Poliziano (Angelo Poliziano három verse, 1920)
- San Francesco d'Assisi, mistero per soli, coro e orchestra (Assisi Szent Ferenc misztériumjáték szólóénekesekre, kórusra és zenekarra, 1920-1921. Bemutató: New York, 1922)
- Quattro sonetti del Burchiello (Négy Burchiello[20] szonett, 1921)
- Due sonetti del Berni (Két Berni-szonett,[21] 1922)
- Le Stagioni Italiche per soprano e pianoforte (Olasz évszakok, szopránra és zongorára, 1923. Bemutató: Velence, 1925)
- La Cena, cantata per coro e orchestra (A vacsora, kantáta kórusra és zenekarra, 1927. Bemutató: Rochester, New York), 1929)
- Commiato per una voce di baritono e orchestra (Búcsúvétel, baritonra és zenekarra, 1934)
- La Passione, cantata per coro e orchestra (A Passió, kantáta kórusra és zenekarra, Róma, 1935)
- De Profundis per una voce, viola e grancassa e pianoforte (A mélységből, énekhangra, brácsára, nagydobra és zongorára. Velence, 1937)

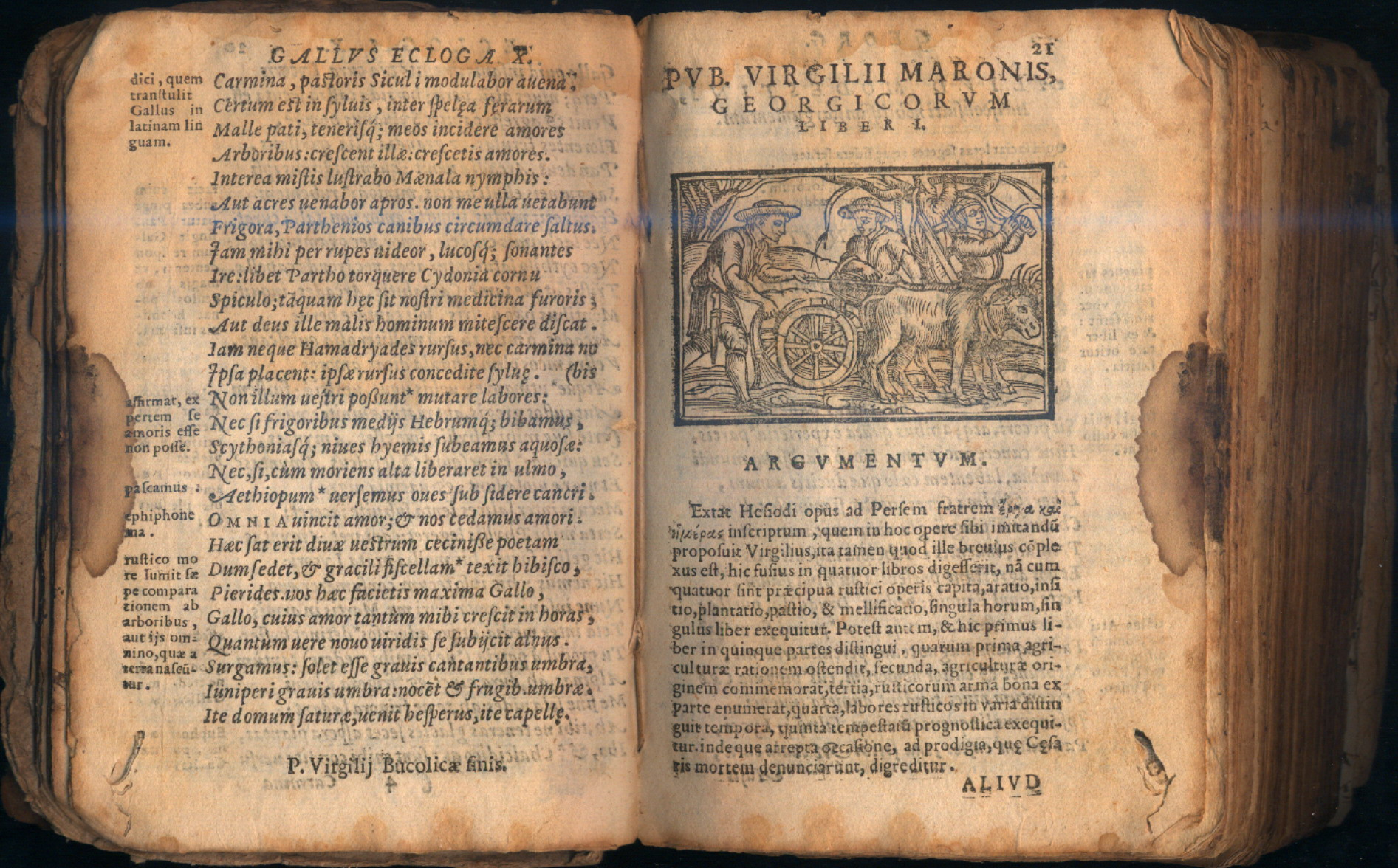
Vergilius Georgica című művének első oldala az 1602-es Ricciardi-féle velencei összkiadásból

- Missa Pro Mortuis per baritono, coro e orchestra (Halotti mise, baritonra, kórusra és zenekarra. Róma, 1938)
- Quattro Vecchie Canzoni per voce e strumenti (Négy régi dal, énekhangra és hangszerekre, 1940. Bemutató: Washington, 1941)
- Santa Eufrosina, mistero per soprano, due baritoni, coro e orchestra (Szent Eufrozina,[22] misztériumjáték szopránra, két baritonra, kórusra és zenekarra, Róma, 1942)
- Le Sette Allegrezze d'Amore per voce e strumenti (A szerelem hét öröme, énekhangra és hangszerekre. Milánó, 1945)
- La Terra, dalle Georgiche di Virgilio (A Föld Vergilius Georgica című műve alapján, 1946)
- Mondi celesti per soprano e dieci strumenti (Mennyei világok, szopránra és 10 hangszerre, 1948. Bemutató Capri, 1949)
- La Festa della Sensa per baritono, coro e orchestra (A mennybemenetel ünnepe,[23] baritonra, kórusra és zenekarra, 1949-1950, Brüsszel, 1954)
- Cinque favole (Öt mese, 1950)
- Preludio e morte di Macbeth per baritono e orchestra (Előjáték és Macbeth halála, baritonra és zenekarra, 1958. Bemutató: Milánó, 1960)
- Sette canzonette veneziane per voce e pianoforte (Hét velencei dalocska, énekhangra és zongorára, 1960)

### Balettek, színpadi művek
- Pantea (1919)
- Stradivario (1948)
- El mondo novo (1951)

### Zongoraművek
- 6 morceaux (6 pezzi) (Hat darab, 1905)
- Bizzarrie luminose dell'alba, del meriggio, della notte (A hajnal, a nappal és az éjszaka különös fényei, 1908)
- 3 danze antiche (Három antik tánc, 1910)
- Poemetti lunari (Hold-versecskék, 1909–10)
- Tre improvvisi per Pianola (Három improvizáció pianolára)
- Impressioni (Impressziók, 1914)
- Preludi autunnali (Őszi prelűdök, 1914)
- Poemi asolani (Asolói versek, 1916)
- Barlumi (Pislákoló fények, 1917)
- Maschere che passano (Eltűnő álarcok, 1918)
  - Risonanze (Összecsengések, 1918)
- La siesta (A szieszta, 1920)
- A Claude Debussy (Claude Debussyhöz, 1920)
- Omaggi: a un pappagallo, a un elefante, a un idiota (Hódolat: egy papagájnak, egy elefántnak, egy idiótának, 1920)
- Cavalcate (Kavalkádok, 1921)
- Il tarlo (A bánat,[24] 1922)
- Pasqua di resurrezione (Húsvét, 1924)
- 3 preludi e una fuga (3 prelúdium és 1 fúga, 1926)
- Epitaffio (Sírfelirat, 1931)
- Prélude à une fugue imaginaire (Prelúdium egy képzeletbeli fúgához, 1932)
- I minuetti di Ca'Tiepolo (Ca'Tiepolói menüettek, 1932)
- Preludio, ritmi e canti gregoriani (Prelúdium, ritmusok és gregorián énekek, 1937)
- Preludio e fuga (Prelúdium és fúga, 1940)
- Hortus conclusus (Hortus conclusus,[25] 1946)
- Stradivario für 2 Klaviere (Stradivari, két zongorára, 1955)
- Dialogo no.2 für 2 Klaviere (Dialógus 2.,[26] 1955)
- 5 studi per domani (Öt etűd a holnapnak, 1959)
- Variazione sulla pantomima dell'"Amor brujo" di Manuel de Falla (Változatok Manuel de Falla A bűvös szerelem című balettjének témáira, 1959)
- Bianchi e neri (Fehérek és feketék, 1964)

### Hangszeres muzsika
- Preludio per chitarra (Prelúdium gitárra, 1958)

## Írásai
- Il teatro (A színház, Bologna, 1920)
- L'orchestra (A zenekar, Bologna 1920)
- I profeti di Babilonia (A babiloni próféták, 1924)
- Claudio Monteverdi (Claudio Monteverdi, 1930)
- La pietra del bando (La Pietra del Bando,[27] 1945)
- Stravinsky (Sztravinszkij, 1945)
- Cossì va lo Mondo (Kb.: „Ilyen a világ”[28] Velence, 1946)
- L'armonioso labirinto (A harmonikus labirintus, 1946)
- Antonio Vivaldi (Antonio Vivaldi, Piccola biblioteca sorozat, Ricordi kiadó, Milánó, 1958)
- Il Filo d'Arianna (Ariadné fonala, 1966)
- Ti co mi e mi co ti (Az „All'insegna del Pesce d'Oro” könyvsorozatban, Milánó, 1966)
- Di palo in frasca (Elkalandozás[29]1967)
- Così parlò Claudio Monteverdi (Imigyen szóla Claudio Monteverdi, 1967)

## Film
- Georg Brintrup német filmrendező 1985-ben forgatott egy filmet, „Asolói versek” címmel.[30] Produzione: WDR, regia: Georg Brintrup[31]

## Fordítás
- Ez a szócikk részben vagy egészben  a   Gian Francesco Malipiero című angol Wikipédia-szócikk ezen változatának fordításán alapul.  Az eredeti cikk szerkesztőit annak laptörténete sorolja fel. Ez a jelzés csupán a megfogalmazás eredetét és a szerzői jogokat jelzi, nem szolgál a cikkben szereplő információk forrásmegjelöléseként.

- Ez a szócikk részben vagy egészben  a   Gian Francesco Malipiero című olasz Wikipédia-szócikk ezen változatának fordításán alapul.  Az eredeti cikk szerkesztőit annak laptörténete sorolja fel. Ez a jelzés csupán a megfogalmazás eredetét és a szerzői jogokat jelzi, nem szolgál a cikkben szereplő információk forrásmegjelöléseként.